# Генрі Кавендіш
Ге́нрі Ка́вендіш (англ. Henry Cavendish; * 10 жовтня 1731, Ніцца — † 24 лютого 1810, Лондон) — англійський фізик і хімік, член Лондонського королівського товариства (з 1760 р.). Народився в Ніцці (Франція). Закінчив Кембриджський університет (1753 р.). Наукові дослідження проводив у власній лабораторії.
Роботи в галузі хімії належать до пневматичної (газової) хімії, одним з творців якої він є. Виділив (1766 р.) у чистому вигляді вуглекислий газ і водень, вважаючи останній флогістоном. Встановив основний склад повітря як суміш азоту і кисню. Отримав оксиди азоту. Спалюванням водню отримав (1784 р.) воду, визначивши співвідношення об'ємів газів, що взаємодіють в цій реакції (100:202). Точність його досліджень була така велика, що дозволила йому при отриманні (1785 р.) оксидів азоту за допомогою пропускання електричної іскри через зволожене повітря спостерігати наявність «дефлогістованого повітря», що становить не більше 1/20 частини загального об'єму газів. Це спостереження допомогло В. Ремзі і Дж. Релею відкрити у 1894 р. благородний газ аргон. Свої відкриття Кавендіш пояснював з позиції теорії флогістону.
У галузі фізики в багатьох випадках передбачив пізніші відкриття. Закон, за яким сили електричної взаємодії обернено пропорційні квадрату відстані між зарядами, був відкритий ним 1767, на десять років раніше від французького фізика Шарля Кулона.
Кавендіш експериментально встановив (1771 р.) вплив середовища на ємність конденсаторів і визначив (1771) значення діелектричних сталих кількох речовин. Визначив (1797–1798) сили взаємного притягання масивних тіл і обчислив тоді ж середню густину Землі, що відоме у науці як «експеримент Кавендіша». Про роботи Кавендіша в галузі фізики стало відомо лише в 1879 — після того, як англійський фізик Дж. Максвелл опублікував його рукописи, що доти перебували в архівах.
Генрі Кавендіш нагороджений медаллю Коплі у 1766 році.

## Цікаві факти
Опублікувавши за своє життя всього лиш 20 робіт, цей вчений, як виявили після його смерті, незалежно відкрив закон Кулона, закон Ома, та закон Ріхтера